# Baturagletscher
Der Baturagletscher befindet sich im westlichen Karakorum im pakistanischen Sonderterritorium Gilgit-Baltistan.
Der Baturagletscher hat eine Länge von 57 km. Er gehört damit zu den größten und längsten nichtpolaren Gletschern der Erde. Er strömt in östlicher Richtung. Die Gebirgsgruppe Batura Muztagh mit der so genannten „Batura-Mauer“ erstreckt sich entlang seiner Südseite. Der Gletscher endet am Westufer des Hunza-Flusses unweit der Ortschaft Passu.